# Breidis Prescott
Breidis Enrique Prescott Consuegra (ur. 3 maja 1983 w Baranquilli) – kolumbijski bokser kategorii junior półśredniej.

## Kariera amatorska
W 2002 roku startował na Igrzyskach Ameryki Środkowej i Karaibów. Prescott doszedł do ćwierćfinału, gdzie pokonał go Carlos Hernández.
W 2003 roku startował na igrzyskach panamerykańskich w Santo Domingo. Prescott w pierwszej walce wyeliminował Lucasa Matthysse, ale w ćwierćfinale pokonał go Meksykanin Juan de Dios Navarro.
W 2004 roku został mistrzem Kolumbii w wadze junior półśredniej (do 64 kg).

## Kariera zawodowa
Jako zawodowiec zadebiutował 1 lipca 2005 roku. Do końca 2007 roku stoczył 17 pojedynków, z których wszystkie wygrał, zdobywając mistrzostwo kraju oraz pas WBC FECARBOX.
27 czerwca 2008 roku zmierzył się z niepokonanym Kubańczykiem Richardem Abrilem. Po ciekawym widowisku, Prescott zwyciężył niejednogłośnie na punkty (97-92, 95-94, 94-95), będąc ukarany odjęciem punktu w rundzie 8. 6 września zmierzył się z niepokonanym Brytyjczykiem Amirem Khanem. Faworytem pojedynku był oczywiście Khan, który podczas igrzysk w Atenach zdobył srebrny medal. Kolumbijczyk niespodziewanie znokautował Khana w 1 rundzie, posyłając go dwukrotnie na deski.
17 lipca 2009 roku zmierzył się w 10-rundowym pojedynku z Miguelem Vázquezem. Kolumbijczyk doznał pierwszej porażki w karierze, przegrywając niejednogłośnie na punkty (97-92, 94-95, 93-96), chociaż w pierwszej rundzie Meksykanin był liczony. 5 grudnia w walce o pas WBO Inter-Continental, jego rywalem był Kevin Mitchell. Kolumbijczyk przegrał wysoko na punkty (111-118, 111-117, 110-119) i doznał drugiej porażki w karierze.
10 września 2011 roku zmierzył się z Paulem McCloskeyem, a stawką walki był eliminator WBA w wadze junior półśredniej. Po ciekawym widowisku sędziowie ogłosili, że jednogłośnie na punkty (114-113, 115-113, 114-113) zwyciężył McCloskey. Większość kibiców i ekspertów twierdziło, że zwycięstwo bardziej należy się Kolumbijczykowi, który miał na deskach rywala w pierwszej rundzie.
12 listopada 2011 roku zmierzył się w 10 rundowym pojedynku z Mikiem Alvarado. Po świetnym pojedynku, Alvarado zwyciężył przez techniczny nokaut w 10 rundzie i zdobył pas IBF Latino w wadze junior półśredniej. W chwili przerwania walki, Prescott prowadził na punkty u wszystkich sędziów (87-84, 87-84, 86-85).